# Frank Geideck
Frank Geideck (Bielefeld, 2 april 1967) is een Duits voormalig voetballer en voetbalcoach.

## Carrière
Geideck begon zijn carrière als middenvelder in het voetbal bij de jeugd van Arminia Bielefeld. Bij die club speelde hij vervolgens een tijdje niet, maar na zijn periode bij VfR Wellensiek keerde de Duitser weer terug naar de club uit zijn geboorteplaats. In de acht seizoenen die volgden speelde hij meer dan honderdvijftig competitieduels voor de club en daarin wist hij tien maal doel te treffen.
Al twee jaar voor zijn afscheid in 1996 was Geideck als assistent-trainer verbonden aan Arminia. Die post behield hij tot 2009. In die vijftien jaar dat hij werkzaam was als staflid van de club uit Noordrijn-Westfalen was hij tevens tweemaal ad interim eindverantwoordelijke voor het eerste elftal; dat was in 2005 en 2007. Na zijn vertrek in 2009, tekende hij een contract bij Borussia Mönchengladbach, waar hij assistent-trainer werd.